# Joppa setigera
Joppa setigera là một loài tò vò trong họ Ichneumonidae.